# ライム・パーク
ライム・パーク(英語: Lyme Park)は、チェシャー州ディズリーの南に位置する壮大な邸宅である。ナショナル・トラストによって管理され、ピーク・ディストリクト国立公園のディアパークの幾何学的な配置の庭園に囲まれている。 屋敷はチェシャー州で最も大きく、グレード1に指定された重要文化財建築物として、イギリスの国家遺産リストに登録されている。
屋敷は1346年にトーマス・デイニアーズ卿に譲渡され、結婚によって1388年にライムのリー一族に渡った。 その後、ナショナル・トラストに寄付された1946年まで、ニュートン男爵リー家の所有であった。

## 歴史

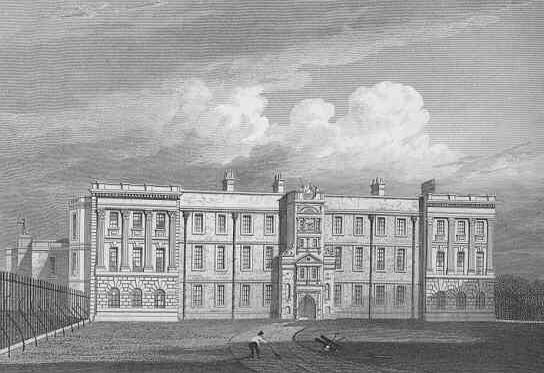
ジョーンズの"View of the Seats of Noblemen and Gentlemen" (1819)からのライム・パークの北側

現在ライム・パークによって占められる土地は、1398年1月4日付の勅許により、 エドワード黒太子の息子リチャード2世によってピアース・リーと彼の妻マーガレット・デイニアーズに付与された。マーガレット・デイニアーズの祖父トーマス・デイニアーズ卿は、1346年のクレシーの戦いでエドワード黒太子の軍旗の奪回に参加した。そして、エドワード黒太子のチェシャの地所から入ってくる収入により年40マルクの年金が与えられたが、この年金はエドワード黒太子が所有する同額の価値がある地所と交換できることになっていた。サー・トーマス卿は1354年に死に、年金は彼の最も近い存命の血縁者である彼の孫マーガレットに渡された。マーガレットは、1388年にピアース・リー1世と結婚した。リチャード2世はピアース夫妻を気に入り、1397年に彼の家族に紋章を与え、1398年に年金との交換によりライム・ハンドリーの地所がピアーズ夫妻のものとなった。しかしピアース夫妻は、2年後リチャード2世が王位を争うライバル、ヘンリー・ボリングブルックによって処刑された。
1415年にピアース・リー2世(1389-1422)がアジャンクールの戦いで負傷したとき、彼のマスチフ犬は傍に立ちはだかり、戦いの間中何時間も彼を守った。マスチフは後にリーの家に戻り、ライム・ホール・マスチフの礎となった。ライム・ホール・マスチフは大広間で飼育され、他の血統から隔離された。そして、ライム・ホールマスチフは現代のイングリッシュ・マスティフの品種を築く上で非常に顕著な役割を果たしたが、その血統自体は20世紀初頭頃に絶滅した。
敷地上の屋敷の最初の記録は、1465年付の二つ折りの写本にある。しかし16世紀の中頃、ピアース・リー7世の生存中に現在の建物の建設が始まった時、最初の屋敷が壊された。 この設計者不明の屋敷は、東と北の並びでL字型をなす設計で、部分的な増築は17世紀中頃に行われた。1720年代にヴェネツィアから来た建築家ジャコモ・レオーニは、中庭の設計も含めて南の並びを加え他を改装した。彼は屋敷のエリザベス朝様式の特徴のいくつかを保持した一方で、彼の改装の多くはパッラーディオ建築とバロック様式の混合であった。18世紀後半を通して、 ピアース・リー8世は今日の屋敷にある家具の大多数を購入した。しかしレリー家の財産は減少し、屋敷は荒廃し始めた。
19世紀初頭、地所はトーマス・リーの所有であり、彼はルイス・ワイアットに1816年から1822年の間家屋を修復する権限を与えた。ワイアットの修復は主に内装であり、彼は全ての部屋を改築した。レオーニは丸天井を南の並びに加えるつもりであったが、これは一度も実現されなかった。その代わりに、ワイアットは使用人たちのための寝室を備え付けるために塔状構造物(「四角かご」と呼ばれる部分)を加えた。彼はまた、食堂が入っている1階建ての塔を東の並びに加えた。
初代ニュートン男爵ウィリアム・リーは、地所に馬小屋と他の建造物を加えオランダ式庭園を造った。20世紀初頭、第2代ニュートン男爵夫妻によってさらなる修正が庭に加えられた。
第3代ニュートン男爵リチャード・リーは1946年にライム・パークをナショナル・トラストに寄付した。

## 家屋

### 外観

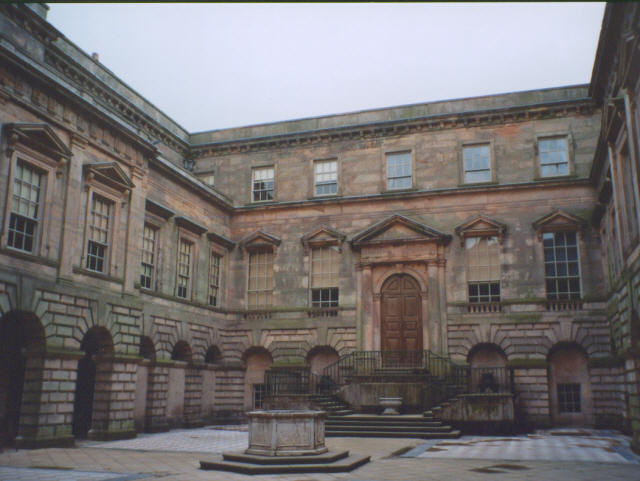
正面玄関が見える中庭

ライム・パークは、中庭を囲んで全体が130フィート (40 m) ×190フィート (58 m) の広さがあり、チェシャー州で最も大きい。古い部分は砂岩の化粧石材のはいった四角い黄褐色の砂岩の粗石の段で囲まれている。屋敷全体がウェールズ粘板岩の屋根で覆われている。左右対称の北壁は3階建てで15本の柱間があり、中心の柱間はわずかに突き出た入口から成り立っている。この柱間にあるアーチ型の出入り口には、両側にニッチがついたドーリア式の円柱がある。出入り口の上方にはペディメントが付いたドーリア式の円柱が3本以上あり、円柱の上方に3本の追加的な円柱がある。全ての円柱の上にミネルウァの像を有するオープンペディメントが付いた4本の追加的な円柱がある。建築学の歴史家ニコラウス・ペヴズナーは、この入口について「最も気が狂ったエリザベス朝様式の正面」と言及した。 

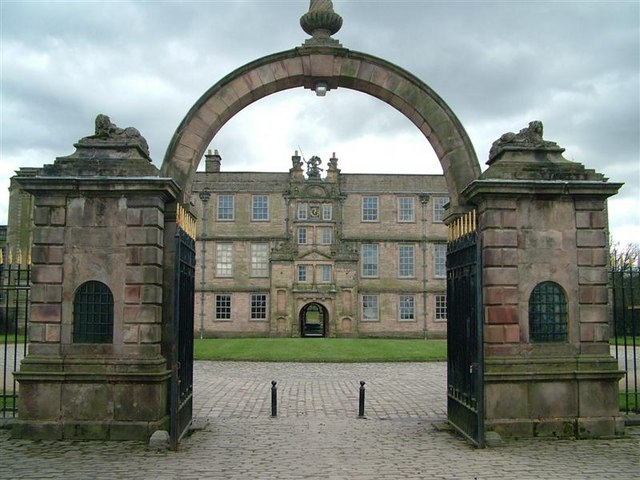
入口から見える邸宅の北側

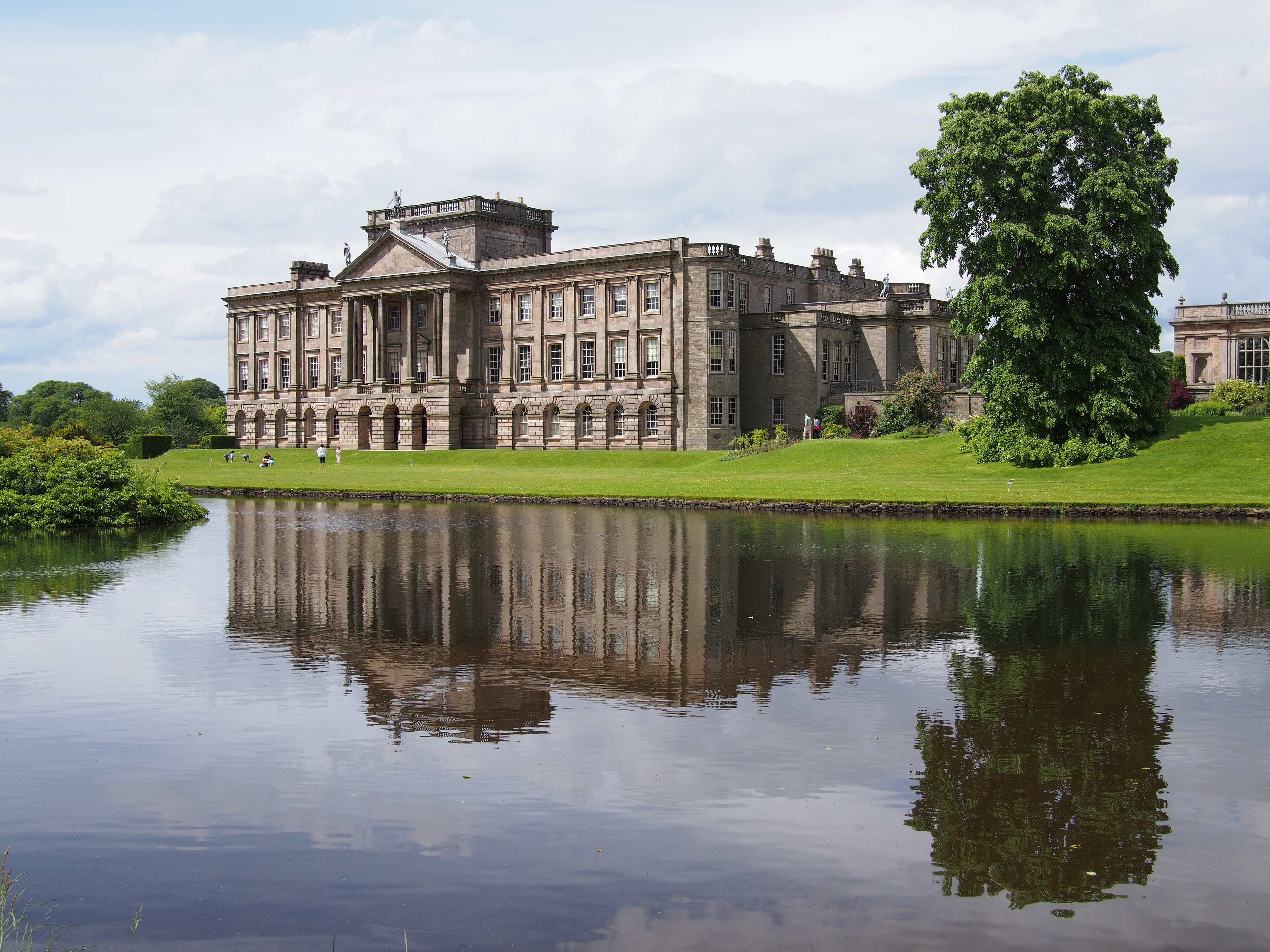
池からの斜位像

### 内装
玄関ホールは東の並びにあり、レオーニによって改装された。玄関ホールは左右非対称で、巨大な付柱とフルーティングを施した3本のイオニア式円柱の仕切りがある。中庭への出入口にはオープンペディメントがある。蝶番で壁に取り付けられた絵を開くと、玄関ホールに向いたスキントが見えるようになっている。さらに玄関ホールには、1623年から1636年の間にモートレイクで織られたタペストリーがある。タペストリーは本来ベルグレイヴ・スクエアにあるリー家のタウンハウスにあり、1903年にライムに移された。タペストリーを家にあわせるために、内装装飾者のアマディ・ヨーベルトはタバナクルの移動を含め、付柱のうち4本を切る手直しをした。玄関ホールの南は図書館へ、東はワイアットの食堂へ繋がり、17世紀後半の様式の化粧しっくいの天井と彫刻を施した炉棚上の飾りがある。玄関ホールの装飾は珍しいクリストファー・レンのリバイバル様式の初期の例としてみなされる。
主要なエリザベス朝様式の部屋が2つあり、客間とスタッグ・パーラーになっている。部屋としては、1階にストーン・パーラーがあり、東の並びの最上階にはロング・ギャラリーがある。ロング・ギャラリーにはまた、エリザベス1世の武器がついたマントルピースがある。大階段はレオーニによる改装にさかのぼるものであり、バロック建築の天井になった。大広間は柱廊玄関(ポルチコ)の裏側の南の並びの2階にある。大広間の天井はロココ建築で装飾されており 、部屋にはグリンリング・ギボンズの作品と考えられている木製の彫刻作品がある。礼拝堂は1階の北東の角にあり、また細やかな技を施した彫刻作品がある。

### ライム・カクストン・ミサ典書
ライム・カクストン・ミサ典書は、少なくとも1508年からリー家によって所有されてきた。現存しているミサ典書は、ソールズベリ式典礼に拠るミサ典書の形を完全にとどめた現存する最古の版本として唯一知られているものである。リー家が1946年に屋敷から転出した時ミサ典書も一緒に転出し、マンチェスターのジョン・ライランズ図書館に保管されていた。2000年代後半にナショナル・トラストはライム・カクストン・ミサ典書を手に入れ、ライム・パークへ返却することに決めた。この返却を祝って、図書館の内装は19世紀の間までの様式に復元された。この復元は、図書館天井の木目模様の再現、室内装飾品とカーテン用のベルベットの再生産、さらには当初の設計に基づいた部屋の壁紙の複製による張り直しを含めたものであった。

## 敷地
ライム・パークは、歴史的公園及び庭園登録簿にグレード2*として登録されている。約550ヘクタール (1,359エーカー) のディアパークの中にある、6ヘクタール (15エーカー) の整然とした庭園に囲まれている。庭園とディアパークには多くの建造物がある。

### 庭園

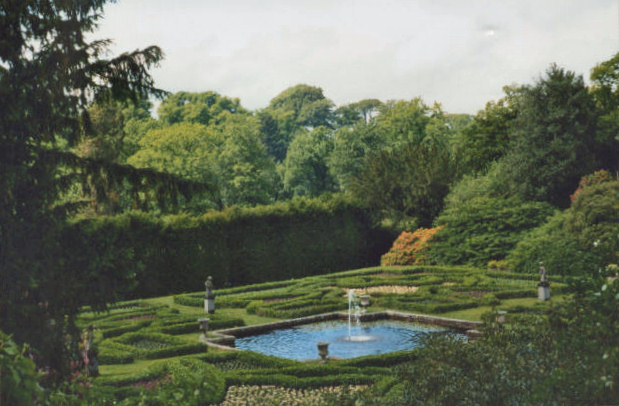
オランダ式庭園

屋敷の西側は初期の水車用貯水池である。芝生の南側からもう1つの池の方に坂になっている。坂を越えると石の橋がかかっている小さい渓谷があり、この場所は「暇つぶし」 (Killtime) として知られている。芝生の西側は周囲より低いオランダ式庭園であり、ウィリアム・リーによって造られた。オランダ式庭園は、中央に泉がある整然とした整形式庭園から成り立っている。オレンジ温室栽培園の西、南、東側にはさらに整形式庭園があり、バラ園も含んでいる。

### ディアパーク
ディアパークは14世紀にピアーズ・リー1世によって囲い込みが行われた。17世紀に、リチャード・リーはアメリカスズカケノキとライムの木を並木道に植えた。リチャードの息子ピーター・リー7世は公園内でより広大な緑化を実行し、現代のような外観になった。

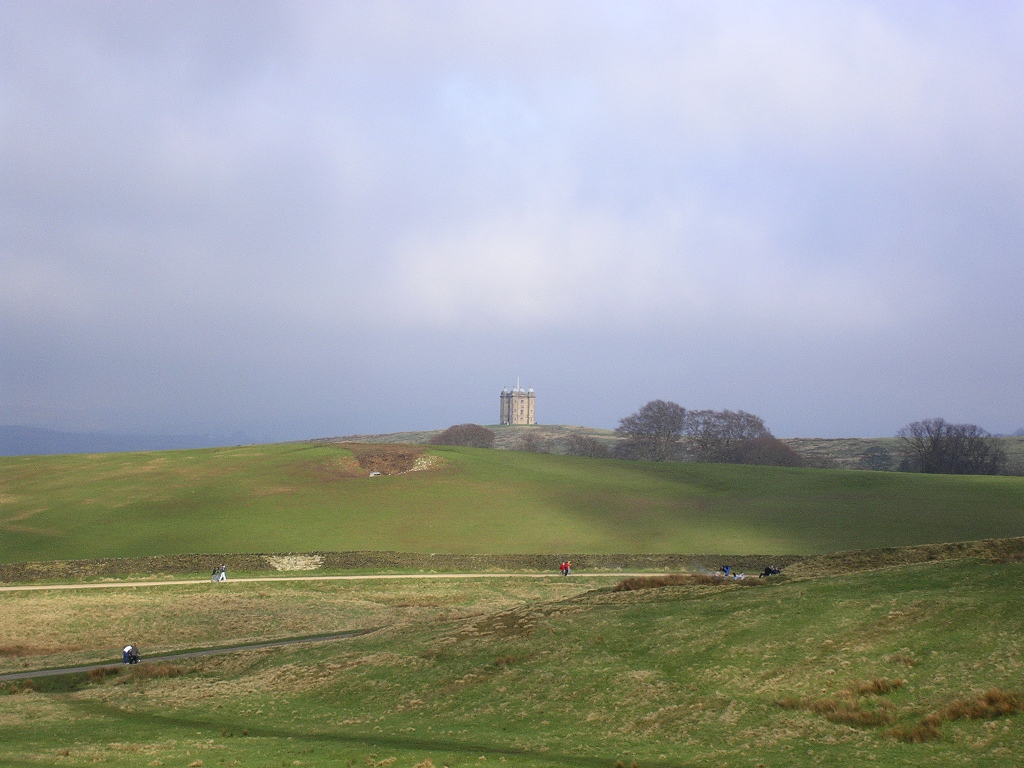
「ケージ」と呼ばれる塔が見えるディアパークの一部
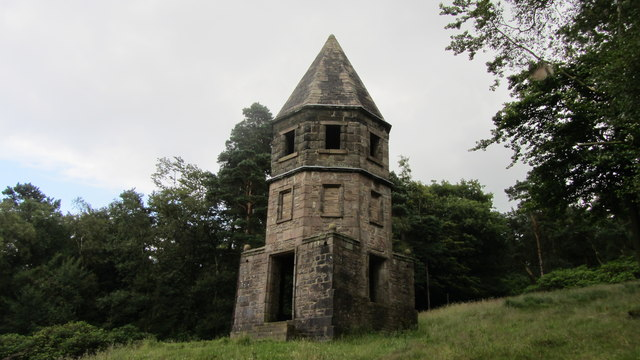
景色を見るためのベルヴェデーレ、通称「ランタン」

## 現代
ライム・パークはナショナル・トラストによって所有され、行政管理されている。庭園や公園を含む屋敷はあらかじめ公表された時間に一般大衆に公開される。 
ライム・パークとその大広間は、いくつかの映画やテレビ番組で使用されている。大広間の外観は、ジェーン・オースティンの小説「高慢と偏見」の1995年BBC製作のテレビドラマ『高慢と偏見』でダーシー氏の屋敷であるペンバリーとして使用された。